# Epinecrophylla hoffmannsi
Epinecrophylla hoffmannsi, är en fågelart i familjen myrfåglar inom ordningen tättingar. Den betraktas oftast som underart till praktstrimhake (Epinecrophylla ornata), men urskiljs sedan 2016 som egen art av Birdlife International och IUCN.
Fågeln förekommer endast i centrala Brasilien. Internationella naturvårdsunionen IUCN kategoriserar den som livskraftig.